# Młodzieżowe Mistrzostwa Panamerykańskie w Zapasach 2024
Młodzieżowe mistrzostwa panamerykańskie U-23 w zapasach w 2024 roku zostały rozegrane w dniach 21-23 czerwca w Rionegro w Kolumbii, na terenie Coliseo Ivan Ramiro Córdoba.

## Tabela medalowa
Gospodarz zawodów został zaznaczony kolorem.
| Miejsce | Kraj              | Złoto | Srebro | Brąz | Razem |
| 1.      | Stany Zjednoczone | 17    | 6      | 3    | 26    |
| 2.      | Wenezuela         | 6     | 1      | 8    | 15    |
| 3.      | Kolumbia          | 4     | 4      | 5    | 13    |
| 4.      | Meksyk            | 3     | 3      | 4    | 10    |
| 5.      | Kanada            | 0     | 5      | 8    | 13    |
| 6.      | Peru              | 0     | 4      | 2    | 6     |
| 7.      | Portoryko         | 0     | 3      | 4    | 7     |
| 8.      | Argentyna         | 0     | 2      | 4    | 6     |
| 9.      | Ekwador           | 0     | 1      | 1    | 2     |
| 10.     | Brazylia          | 0     | 1      | 0    | 1     |
| 11.     | Chile             | 0     | 0      | 3    | 3     |
| 12.     | Panama            | 0     | 0      | 1    | 1     |
| .       | Bahamy            | 0     | 0      | 1    | 1     |
| Razem   | Razem             | 30    | 30     | 44   | 104   |

## Wyniki

### styl klasyczny
| Waga   | Złoto                  | Srebro            | Brąz                           |
| 55 kg  | Christopher Verastegui | Abel Sanchez      | William Sullivan               |
| 60 kg  | Ronaldo Sanchez        | Ángel Segura      | Edwin Allain Yonaiker Martínez |
| 63 kg  | Héctor Sánchez         | Jeremy Peralta    | Cristian Gomez                 |
| 67 kg  | Hunter Lewis           | Marco Fernández   | Alonso Parra Gavin Eldridge    |
| 72 kg  | Justus Scott           | Nilson Sinisterra | Julio Tovar Brian Lopez        |
| 77 kg  | Brendon Abdon          | Ryan Cubas        | Darfel Parada                  |
| 82 kg  | Daniel Bello           | Beka Melelaszwili | Diego Macías                   |
| 87 kg  | Brian Ruiz             | Tyson Beauperthy  | Carlos De Jesus Salazar        |
| 97 kg  | Juan Diaz Blanco       | Michael Altomer   | Ricardo Gomez                  |
| 130 kg | Keith Miley Jr         | Antonio Ramos     | Luis Talavera                  |

### styl wolny
| Waga   | Złoto            | Srebro             | Brąz                            |
| 57 kg  | Charles Farmer   | Treye Trotman      | Esteban Morales Abel Hidalgo    |
| 61 kg  | Kurtis Phipps    | William Betancourt | Enrique Herrera Juan Lavat      |
| 65 kg  | Ryatt Henson     | Victor Parra       | Matias Munoz Shannon Hanna      |
| 70 kg  | Daniel Cardenas  | Eligh Rivera       | Jorge Gatica Gregor McNeil      |
| 74 kg  | Hunter Garvin    | Cesar Bordeaux     | Sonny Santiago Lautaro Seghesso |
| 79 kg  | Clayton Whiting  | Owen Martin        | Michael Albornoz                |
| 86 kg  | Steven Rodríguez | John Gunderson     | Kweli Hernandez Taran Gorong    |
| 92 kg  | Levi Hopkins     | Marlon Londono     | Aidan Stevenson Ricardo Gomez   |
| 97 kg  | Massoma Endene   | Callum Knox        | Alek Ortiz Juan Diaz Blanco     |
| 125 kg | Lucas Stoddard   | Jorawar Dhinsa     | Jonovan Smith                   |

### kobiety styl wolny
| Waga  | Złoto             | Srebro           | Brąz                            |
| 50 kg | Mariana Rojas     | Maia Cabrera     | Heather Crull                   |
| 53 kg | Yusmy Chaparro    | Nathaly Herrera  | Elena Ivaldi                    |
| 55 kg | Zeltzin Hernández | Montana Delawder | Nohalis Loyo                    |
| 57 kg | Bertha Rojas      | Mia Friesen      | Loyda Pechene Camila Amarilla   |
| 59 kg | Skye Realin       | Alexa Cuero      | Gabriela Cross Maria Fuentes    |
| 62 kg | Astrid Montero    | Adaugo Nwachukwu | Jolie Brisco                    |
| 65 kg | Aine Drury        | Andrea López     | Anays Meza                      |
| 68 kg | Nicoll Parrado    | Brooklyn Hays    | Aleah Nickel                    |
| 72 kg | Jasmine Robinson  | Maria Ceballos   | Melanie Sanchez                 |
| 76 kg | Tristan Kelly     | Linda Machuca    | Neirili Banguero Brianna Fraser |